# Dominic Okanu
Dominic Benedict Okanu (ur. 21 listopada 1984 w Lagos) – były nigeryjski piłkarz. W przeszłości rozegrał dwa mecze w greckiej ekstraklasie. W Polsce występował w Turze Turek, Starcie Otwock, Stali Niewiadów, Sokole Aleksandrów Łódzki, Orle Parzęczew i Kasztelanii Brudzew.